# Хав'єр Ерасо
Хав'єр Ерасо Ґоньі (ісп. Javier Eraso Goñi, нар. 22 березня 1990, Памплона, Іспанія) — іспанський футболіст, півзахисник клубу «Леганес».

## Титули і досягнення
- Володар Суперкубка Іспанії з футболу (1):

«Атлетік Більбао»:  2015